# تامزین مالسون
تامزین مالسون (انگلیسی: Tamzin Malleson؛ زادهٔ ۱ مهٔ ۱۹۷۴) بازیگر اهل بریتانیا است.
از فیلم‌ها یا برنامه‌های تلویزیونی که وی در آن نقش داشته‌است می‌توان به آدمکشان میدسامر و پوآرو اشاره کرد.